# Paul Martig
Paul Martig est un artiste-peintre suisse né à Davos le 25 avril 1903 et mort le 19 janvier 1962 à Saint-Gall.

## Biographie
Originaire par son père de Saint-Stephan (BE) et de Bâle, il grandit à Davos, d'où est originaire sa mère. Il étudiera à Genève dans les années 1920, puis dès 1926 se rend régulièrement à Paris où il habitera définitivement dès 1954.
Né à Davos, il y grandit avec ses deux parents. Il obtint sa maturité en langues anciennes à Coire, en 1923, puis dès cette obtention, emménage Genève où il intègre l'école des beaux-arts, où il étudie auprès de James Vibert et François-Joseph Vernay. Il y étudiera en outre l'orgue et la composition, au Conservatoire, sous la direction d'Otto Barblan. Il est alors influencé notamment par l'œuvre de Ferdinand Hodler.
Dès 1926, il fait de réguliers voyages entre Davos et Paris, où il réside désormais.  À Paris, il s'intéresse à des sujets plus urbains, notamment les longues perspectives des avenues parisiennes, et les demeures moins cossues de la banlieue parisienne ; se démarquant ainsi d'une part de son œuvre plus rurale, réalisée notamment durant ses fréquents voyages pour les Grisons. En outre, il réalisera un certain nombre de portraits.
En 1940, il réaménage à Davos, où il se mariera avec Cecilia Hoffmann, et aura deux enfants, Stephan Paul et Ursula Martig. il y reste jusqu'en 1946. Entre 1946 et 1954, il voyage entre Davos et Paris, où il réaménage enfin en 1954, avec sa famille.
À la suite de sa mort, une exposition est organisée au Kunsthaus de Coire, en 1963.